# Elecciones legislativas francesas en Comoras de 1956
Las elecciones a la Asamblea Nacional francesa se llevaron a cabo en Comoras el 17 de junio de 1951. El territorio eligió un escaño único, ganado por Saïd Mohamed Cheikh.

## Resultados
|  | 50.95 % |

|  | 49.05 % |

|  | 99.15 % |

|  | 0.85 % |

|  | 73.52 % |

|  | 19.61 % |